# باك (بيتولا)
باك (Бач) هي مدينة في مقاطعة بيتولا في جمهورية مقدونيا. يبلغ عدد سكانها حوالي 626  نسمة.